# Jørgen Skodborg
Jørgen Skodborg, död 15 december 1551, var ärkebiskop i Lunds stift mellan 1520 och 1521 (formellt till 1523).
Jörgen Skodborg var son till rådman Hans Jacobsen i Kolding. Han studerade i Rostock 1502 och var i tjänst hos drottningen, Kristina av Sachsen, i Odense 1507. Han var 1513 kanik i Roskilde och 1517 föreståndare för helgeandshuset där. Från drottning Kristinas kansli flyttade han till det kungliga kansliet, där han var sekreterare åt Kristian II vid diplomatiska uppdrag. Han sändes till Holland 1516 för att bevaka utbetalning av subsidier. Efter hemkomsten fick han leda rättegången mot Jens Andersen Beldenak. Kungen uppskattade arbetet, och 1518 sändes han åter till Nederländerna och Frankrike för att få hjälp till det kommande fälttåget mot Sverige. Under tiden avled ärkebiskop Birger Gunnersen den 10 december 1519. Domkapitlet valde sin dekan, Aage Sparre (Jepsen), till ärkebiskop. Kristian II ingrep då och befallde att Jörgen Skodborg skulle väljas, vilket skedde den 5 januari 1520. Han fick dock ingen stadfästelse av påven, eftersom han utnämnt sin kardinal Paolo Emilio dei Cesi till ärkebiskop. Värre var att Kristian II ville utnyttja Jörgen Skodborg till att återta Bornholm, Åhus borg och 3 skånska härader från ärkesätet till kronan. När Jörgen Skodborg inte ville svika kyrkan, blev han avsatt och ersattes av Didrik Slagheck. Jörgen Skodborg flydde från Lund och gömde sig i Gråbrödraklostret i Köpenhamn. När Slaghack avrättades i januari 1522 fann Jörgen Skodborg det lämpligt att fara till Rom. Under tiden utsåg Kristian II Johan Weze till ärkebiskop. När denne flydde tillsammans med Kristian II, valde domkapitlet åter Aage Sparre till ärkebiskop. Jörgen Skodborg började nu samarbeta med Fredrik I. Jörgen Skodborg lyckades nå förlikning med kardinalen, mot en avgift på 500 dukater per år, och blev då stadfäst av påven. Till slut, 1526, utnämnde ändå kungen Aage Sparre, mot att denne erkände kungen som kyrkans överhuvud, och inte påven. Jörgen Skodborg dog 1551, prisad för sin fromhet och sitt asketiska liv.